# اچ‌تی‌سی تاچ اچ‌دی
اچ‌تی‌سی تاچ اچ‌دی (به انگلیسی: HTC Touch HD) نام تلفن همراهی از سوی کمپانی اچ‌تی‌سی است که در نوامبر ۲۰۰۸ عرضه شد، این گوشی همچنین با نام اچ‌تی‌سی تی۸۲۸ایکس (به انگلیسی: HTC T828X) شناخته می‌شود. گوشی یاد شده یک رایانه جیبی با سیستم عامل ویندوز موبایل نسخهٔ ۶٬۱ است که جزئی از گوشی‌های سری لمسی (تاچ) اچ‌تی‌سی محسوب می‌شود.

## ویژگی‌ها
- اندازهٔ نمایشگر: ۳٬۸ اینچ (۹۷ میلی‌متر)
- تفکیک‌پذیری نمایشگر: ۴۸۰×۸۰۰ پیکسل، قابلیت نمایش ۶۵ هزار رنگ
- ورودی‌ها: صفحه نمایشگر لمسی مقاومی، دگمه‌های لمسی در جلو، مناسب برای کار با قلم
- باتری: ۱۳۵۰ میلی‌آمپر/ساعت
- زمان مکالمه: ۴۸۰ دقیقه (جی‌اس‌ام)، ۴۲۰ دقیقه (شبکه WCDMA)
- زمان استندبای: ۴۴۰ ساعت در جی‌اس‌ام و ۶۸۰ ساعت در WCDMA
- مدت زمان مکالمهٔ ویدئویی: تا حداکثر ۱۴۰ دقیقه
- ۵ مگاپیکسل دوربین با فوکوس اتوماتیک و دوربین جلو ۰٬۳ مگاپیکسل
- سامانهٔ موقعیت‌یاب جهانی (جی‌پی‌اس)
- پردازشگر ۵۲۸ مگاهرتز
- ۲۸۸ مگابایت حافظهٔ رم (RAM) و ۵۱۲ مگابایت حافظهٔ رام (ROM)
- پوشش اپراتور نسل سوم تا سرعت ۷٬۲ مگابایت بر ثانیه
- مرورگر اپرا موبایل
- سیستم عامل ویندوز موبایل ورژن ۶٬۱
- ورودی کارت حافظهٔ میکرو اس‌دی
- دارای بلوتوث نسخهٔ ۲٬۰ با EDR و A2DP، وای-فای
- ورودی ۳٬۵ میلی‌متری موسیقی
- رادیو (اف‌ام)
- اندازه: ۱۲×۶۲٬۸×۱۱۵ میلی‌متر
- وزن: حدود ۱۴۷ گرم